# Galerna

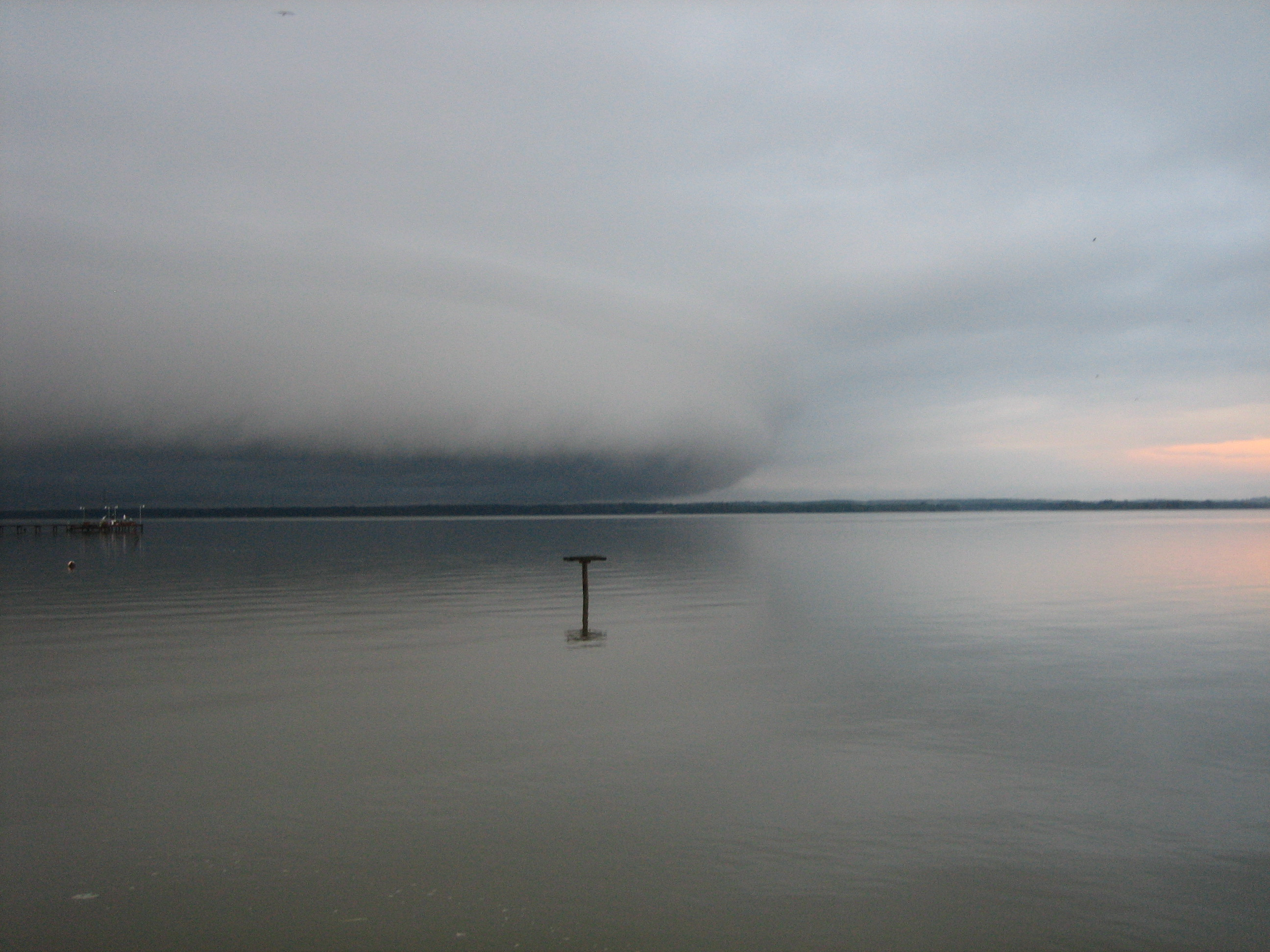
Sobtat i ràpid avenç d'un front fred, situació similar prèvia al desenvolupament d'una galerna.

Una galerna és un temporal sobtat i violent amb fortes ràfegues de vent de l'oest al nord-oest que sol fuetejar la Mar Cantàbrica i les seves costes, en general a la primavera i la tardor. S'engloba dins de les anomenades Pertorbacions Atrapades a la Costa (PAC, en anglès Coastal Trapped Disturbance).
Apareixen en dies calorosos i plàcids en els quals l'arribada d'un front fred ve acompanyat d'un canvi brusc en la direcció i la intensitat del vent, que poden arribar a superar els 100 km/h, el cel s'enfosqueix i es produeix un fort descens de la temperatura, de fins i tot 10 °C, i un augment ràpid de la pressió atmosfèrica. La mar pot arribar a ser brava o desfeta i a tot això s'afegeixen unes pluges curtes però intenses.
Les galernes són temudes pels homes de la mar per ser un fenomen meteorològic d'extrema violència i que s'han endut nombroses vides entre els mariners. La més recordada va ser la galerna que es va produir el 20 d'abril de 1878, tristament coneguda per la Galerna del Dissabte de Glòria i que José María de Pereda recolliria a la seva novel·la Sotileza. Aquella tarda tota la població pescadora s'amuntegava als ports i a la costa veient com els seus familiars intentaven guanyar la costa a bord de les llanxes i teranyines. Perdrien la vida 322 pescadors ofegats al Cantàbric (132 càntabres i 190 bascs) i la commoció provocada al país seria molt important. A partir d'aquest desastre s'introduirien millores en la navegació (coberta correguda, informacions meteorològiques, salvament de nàufrags, etc.). Amb tot i això no s'evitaria que les successives galernes continuissin produint víctimes. També van ser importants les dels anys 1912, 1914, 1961 entre d'altres.